# Phycitodes
Phycitodes is een geslacht van vlinders van de familie snuitmotten (Pyralidae), uit de onderfamilie Phycitinae.

## Soorten
- P. albatella - Grootvlekweidemot (Ragonot, 1887)
- P. albistriata Hampson, 1917
- P. albovittella Ragonot, 1888
- P. bicolor Roesler, 1973
- P. binaevella - Weidemot (Hübner, 1813)
- P. binaloudella Amsel, 1961
- P. carlinella Heinemann, 1865
- P. crassipunctella Caradja, 1927
- P. cupronigrella Caradja, 1925
- P. eliseannae Leraut, 2002
- P. gallicella Leraut, 2002
- P. inquinatella - Fraaie weidemot (Ragonot, 1887)
- P. lacteella (Rothschild, 1915)
- P. longivittella Caradja, 1939
- P. lungtanella Roesler, 1969
- P. maritima - Smalle weidemot (Tengstrom, 1848)
- P. nepalensis Roesler, 1973
- P. nigrilimbella Ragonot, 1887
- P. olivaceella Ragonot, 1889
- P. pagodiella Roesler, 1973
- P. popescugorji Roesler, 1967
- P. recurvaria Inoue, 1982
- P. reisseri Roesler, 1967
- P. rotundisigna Inoue, 1982
- P. saxicola - Kustweidemot (Vaughan, 1870)
- P. strassbergeri Roesler, 1967
- P. subcretacella (Ragonot, 1901)
- P. subolivacella Hampson, 1901
- P. tenella Amsel, 1935
- P. triangulella Hampson, 1901
- P. unifasciellus Inoue, 1982